# Vlag van Portugal
De vlag van Portugal (Portugees: Bandeira de Portugal) is de nationale vlag van de Portugese Republiek. Het is een rechthoekige tweekleurige vlag met een veld dat is verdeeld in groen aan de mastzijde en rood aan de vluchtzijde. De mindere versie van het nationale wapen van Portugal (armillarium en Portugees schild) is gecentreerd over de kleurgrens op gelijke afstand van de boven- en onderkant. De presentatie vond plaats op 1 december 1910, na de val van de constitutionele monarchie op 5 oktober 1910. Maar pas op 30 juni 1911 werd het officiële decreet gepubliceerd waarin deze vlag als officiële vlag werd goedgekeurd. Deze nieuwe nationale vlag voor de Eerste Portugese Republiek werd gekozen door een speciale commissie waarvan Columbano Bordalo Pinheiro, João Chagas en Abel Botelho deel uitmaakten. De samenvoeging van de nieuwe veldkleur, vooral het gebruik van groen, was niet traditioneel in de samenstelling van de Portugese nationale vlag en vertegenwoordigde een radicale republikeins geïnspireerde verandering die de band met de voormalige monarchale vlag verbrak. Sinds een mislukte republikeinse opstand op 31 januari 1891 waren rood en groen de kleuren van de Portugese Republikeinse Partij en aanverwante bewegingen, waarvan het politieke gewicht bleef groeien tot het een hoogtepunt bereikte na de republikeinse revolutie van 5 oktober 1910. In de daaropvolgende decennia werden deze kleuren populair gepropageerd als de hoop van de natie (groen) en het bloed van degenen die stierven voor de verdediging ervan (rood), om ze een meer patriottisch en waardig, dus minder politiek, sentiment te geven.
De bol en het schild in het midden van de huidige vlag zijn een integraal onderdeel van het ontwerp, dat van oudsher is gecentreerd rond het koninklijke wapen, meestal op velden van blauw en wit. Sinds de stichting van het land heeft de standaard zich ontwikkeld van het blauwe kruis op het witte wapendoek van koning Afonso I, via steeds complexere ontwerpen, waarin groen en rood waren verwerkt, tot het wapen van de liberale monarchie op een blauw-witte rechthoek. Tussendoor droegen belangrijke veranderingen in verband met bepalende politieke gebeurtenissen bij aan de evolutie naar het huidige ontwerp.

## Symboliek
De Portugese vlag heeft drie belangrijke symbolen: de veldkleuren, de armillosfeer en het nationale schild, die samen het wapenschild vormen.

### Kleuren

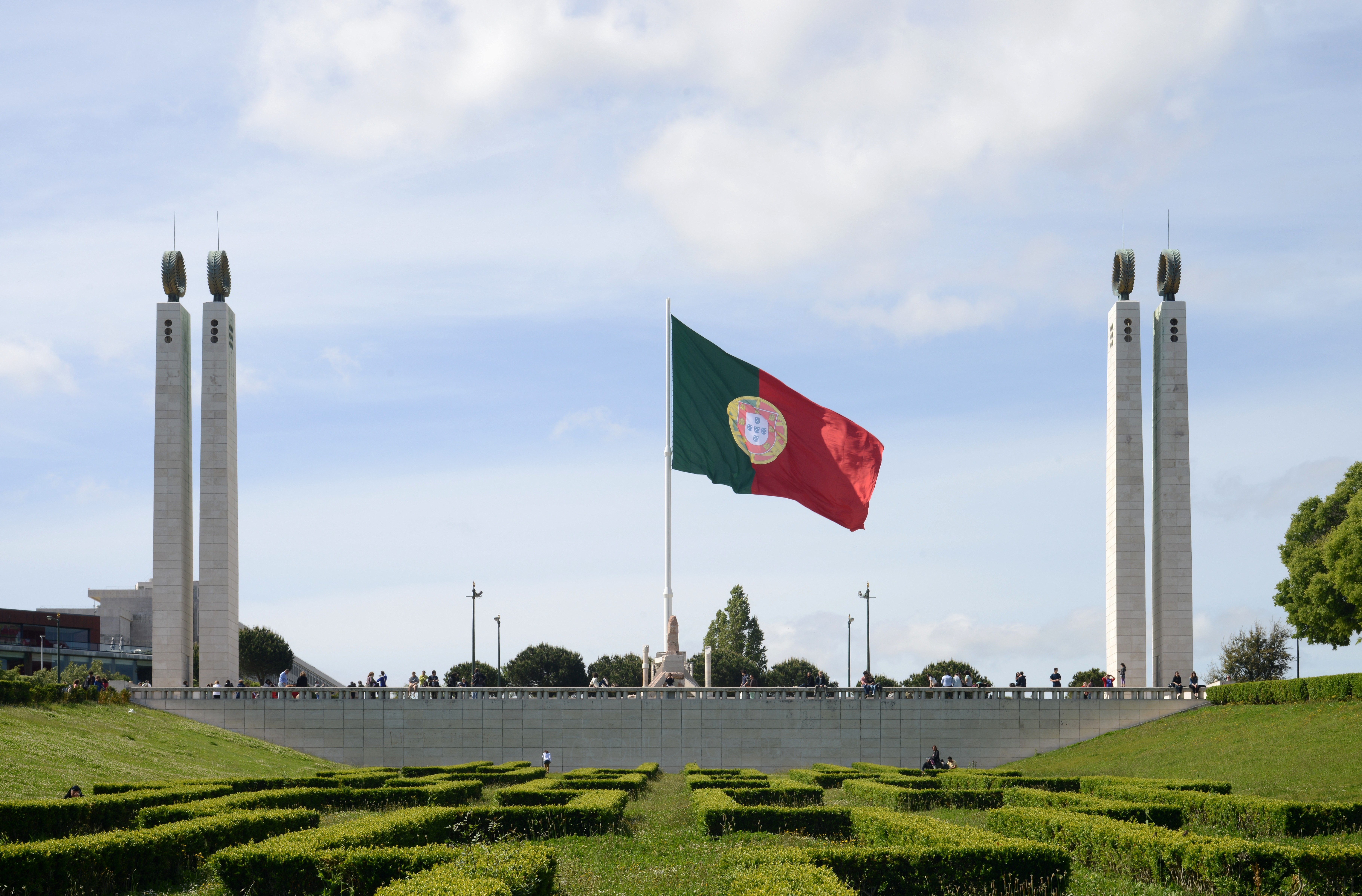
Een Portugese vlag op de top van Parque Eduardo VII in Lissabon

Hoewel de kleuren rood en groen tot 1910 nooit een belangrijk onderdeel van de nationale vlag vormden, waren ze aanwezig in verschillende historische vaandels tijdens belangrijke perioden. Koning Johan I plaatste een groen Aviz-kruis op de rode bordure van zijn vaandel. Het rode kruis van de Orde van Christus werd gebruikt op een wit veld als marinewimpel tijdens de ontdekkingsreizen en vaak op scheepszeilen. Een versie met een groene achtergrond was een populaire standaard van de opstandelingen tijdens de revolutie van 1640 die Portugal's onafhankelijkheid van Spanje herstelde. Er zijn geen geregistreerde bronnen die bevestigen dat dit de oorsprong was van de republikeinse kleuren. Een andere verklaring geeft de vlag die tijdens de opstand van 1891 op het balkon van het stadhuis van Porto werd gehesen. Het bestond uit een rood veld met een groene schijf en de inscriptie Centro Democrático Federal "15 de Novembro" ("15 november" Federaal Democratisch Centrum), dat een van de vele op vrijmetselarij geïnspireerde republikeinse clubs voorstelde. In de daaropvolgende 20 jaar was het rood-groen aanwezig op elk republikeins item in Portugal. Het rood van de vlag uit 1891 staat voor de kleur van de door de republikeinen geïnspireerde metselaars gesteunde revolutionairen, terwijl groen de kleur was die Auguste Comte had voorbestemd om aanwezig te zijn in de vlaggen van positivistische naties, een ideaal dat was opgenomen in de republikeinse politieke matrix. Groen werd ook toegevoegd om de vlag te onderscheiden van de oude koninklijke standaard, die een achtergrond van effen rood had.

### Wapenschild

Portugees wapenschild

Het Portugese schild rust op de armillosfeer. Behalve tijdens het bewind van Afonso I is het in de een of andere vorm aanwezig in elke historische vlag. Het is het belangrijkste Portugese symbool en ook een van de oudste, met de eerste elementen van het huidige schild tijdens het bewind van Sancho I. De evolutie van de Portugese vlag is inherent verbonden met de evolutie van het schild.
Binnen het witte inescutcheon, de vijf kleine blauwe schilden met hun vijf witte bezanten vertegenwoordigen de vijf wonden van Christus (Portugees: Cinco Chagas) toen gekruisigd en worden in de volksmond geassocieerd met het "Mirakel van Ourique". Het verhaal in verband met dit wonder vertelt dat vóór de Slag bij Ourique op 25 juli 1139, een oude kluizenaar verscheen voor graaf Afonso Henriques (toekomstige Afonso I) als een goddelijke boodschapper. Hij voorspelde Afonso's overwinning en verzekerde hem dat God over hem en zijn gelijken waakte. De boodschapper raadde hem aan de volgende nacht alleen uit zijn kamp weg te lopen als hij een nabijgelegen kapel hoorde luiden. Toen hij dat deed, zag hij een verschijning van Jezus aan het kruis. In extase hoorde Afonso hoe Jezus hem overwinningen beloofde voor de komende veldslagen, en ook dat God via Afonso en zijn nakomelingen wilde handelen om een rijk te stichten dat zijn naam naar onbekende landen zou dragen, en zo de Portugezen uitkoos om grote taken uit te voeren.

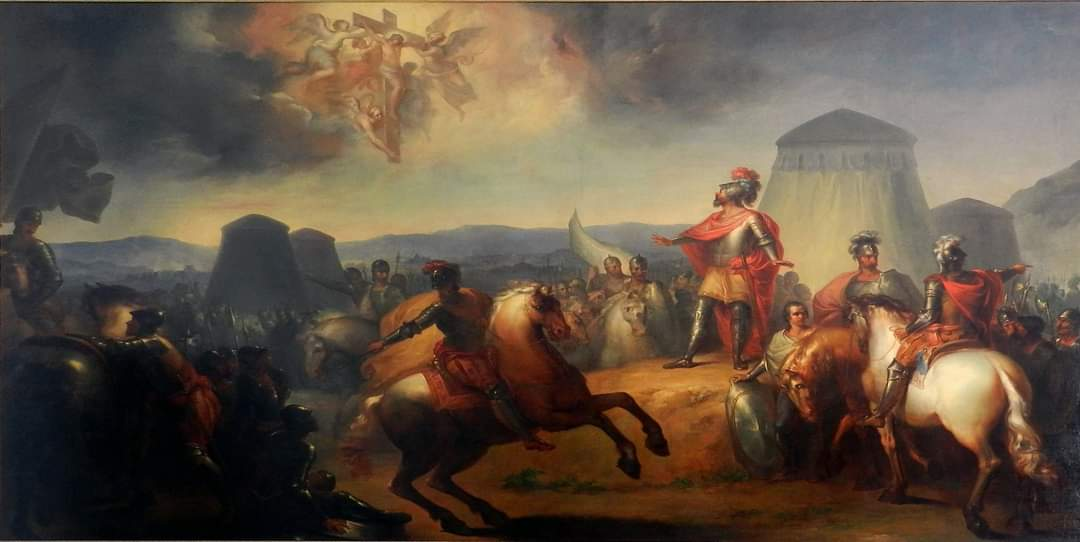
Het wonder van Ourique, door Domingos Sequeira (1763)

Gesterkt door deze spirituele ervaring won Afonso de strijd tegen een in aantal overtreffende vijand. Volgens de legende doodde Afonso de vijf Moorse koningen van de taifas van Sevilla, Badajoz, Elvas, Évora en Beja, voordat hij de vijandelijke troepen decimeerde. Als dank aan Jezus nam hij daarom vijf schilden in een kruis op - als symbool van zijn goddelijke overwinning op de vijf vijandelijke koningen - met op elk schild de vijf wonden van Christus in de vorm van zilveren bezanten. De som van alle bezanten (het dubbele van de bezanten in het centrale schild) zou er dertig opleveren, wat de dertig zilverlingen van Judas Iskariot symboliseert.
Bewijzen die erop wijzen dat het aantal bezanten op elk schild groter was dan vijf gedurende lange perioden na het bewind van Afonso I, evenals het feit dat deze legende pas in de 15e eeuw werd opgetekend in een kroniek van Fernão Lopes (1419), ondersteunen deze uitleg echter als er een van pure mythe en sterk geladen met patriottische gevoelens in de zin dat Portugal was geschapen door goddelijke interventie en was voorbestemd voor grote dingen.
De zeven kastelen worden traditioneel beschouwd als een symbool van de Portugese overwinningen op hun Moorse vijanden, onder Afonso III, die zeven vijandelijke forten zou hebben veroverd tijdens zijn verovering van de Algarve, die in 1249 werd afgerond. Deze verklaring is echter zwak onderbouwd omdat deze koning geen zeven kastelen op zijn banier had, maar een niet nader gespecificeerd aantal. Sommige reconstructies laten ongeveer zestien kastelen zien; dit aantal veranderde naar twaalf in 1385, naar zeven in 1485 en naar elf in 1495; het veranderde weer terug naar zeven, in 1578, dit keer definitief. Een hypothese over de oorsprong van de kastelen op een rode bordure ligt in de familiebanden van Afonso III met Castilië (zowel zijn moeder als zijn tweede vrouw waren Castilianen), wiens wapen bestond uit een gouden kasteel op een rood veld.
Een variant van het Portugese schild is te vinden in de vlag van Ceuta, een Spaanse stad aan de Noord-Afrikaanse kust, en wordt gebruikt als het wapen van de stad, met een knipoog naar haar vroegere geschiedenis als Portugees bezit.

### Armillarium

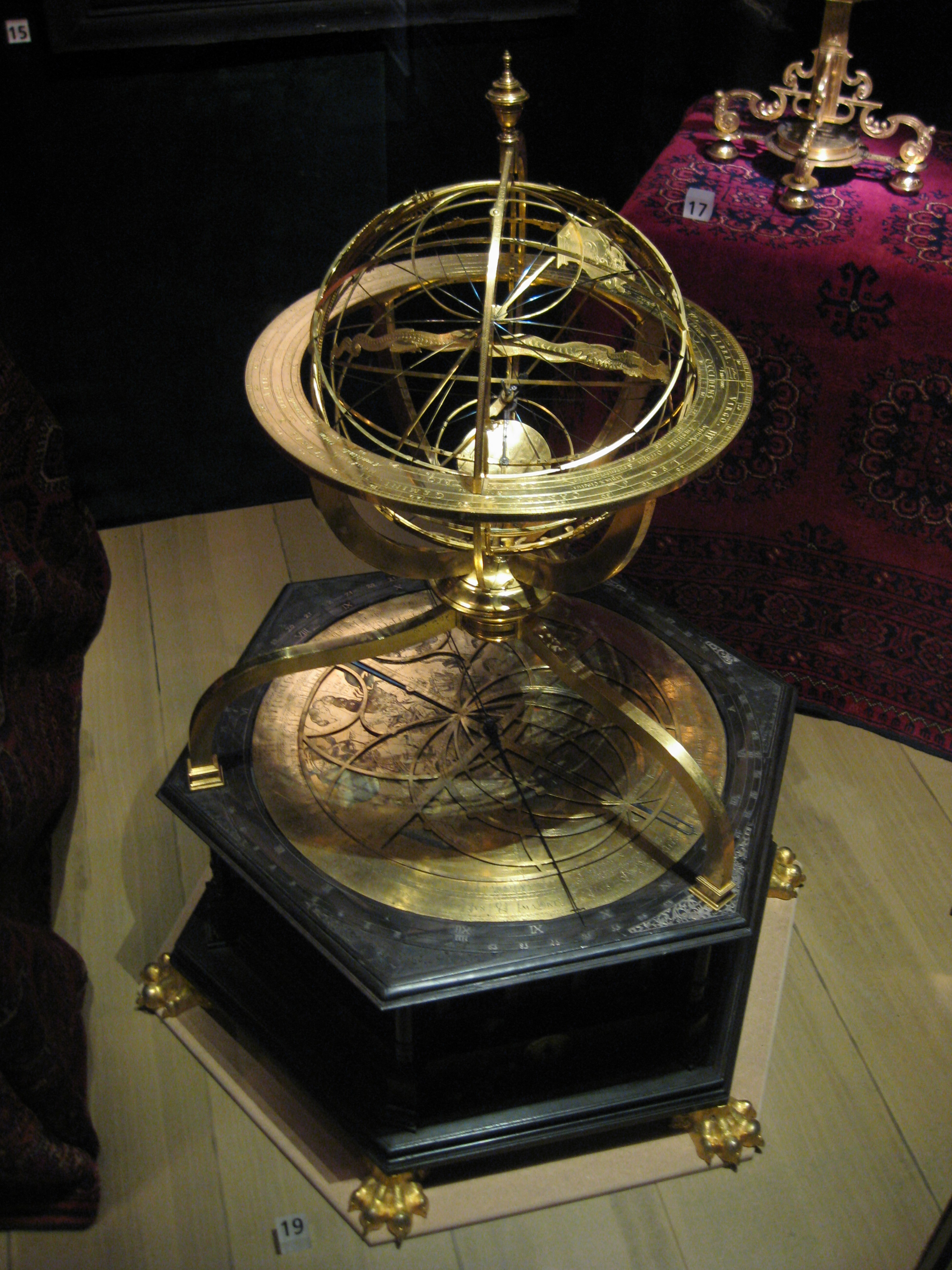
De armillarium is al sinds het bewind van koning Manuel I een symbool van Portugal.

De armillarium was een belangrijk astronomisch en navigatie-instrument voor de Portugese zeelieden die zich tijdens het tijdperk van de ontdekkingen op onbekende zeeën waagden. Het werd geïntroduceerd door de Tempeliers, wier kennis essentieel was voor de Portugese ontdekkingen - Hendrik de Zeevaarder, de persoon die het meest verantwoordelijk was voor de ontwikkeling van het tijdperk van de ontdekkingen, was in feite de Grootmeester van de Orde van Christus. Het werd zo het symbool van de belangrijkste periode van de natie - de Portugese ontdekkingen. In het licht hiervan nam koning Manuel I, die in deze periode regeerde, de armillosfeer op in zijn persoonlijke vaandel. Het werd tegelijkertijd gebruikt als het vaandel van schepen die de route tussen de metropool en Brazilië bevaren, en werd zo een koloniaal symbool en een belangrijk element van de vlaggen van het toekomstige Braziliaanse koninkrijk en rijk.
Het belang van de bol werd nog vergroot door het veelvoorkomende gebruik ervan op elk bouwwerk met manuelijnse invloeden, waar het een van de belangrijkste stijlelementen is, zoals te zien is op het Mosteiro dos Jerónimos en de Torre de Belém.

## Ontwerp
De breedte (lengte) van de vlag is anderhalf keer zo groot als de hoogte, zodat de verhouding 2:3 is. De meest dominante kleuren van de vlag zijn donkergroen en scharlakenrood. Het groen neemt veertig procent van de breedte van de vlag in; het rood de rest.
Op de grens staat een versie van het Portugese wapen, waar de laurierkrans van is weggelaten. Het wapen bestaat uit een wit omrand schild dat op een armillarium geplaatst is. De diameter van het armillarium is gelijk aan de helft van de hoogte van de vlag; het armillarium bevindt zich even ver van de bovenkant als van de onderkant van de vlag.
De kleuren van de vlag zijn niet officieel vastgelegd; bij benadering gelden de volgende kleuren:
| Codering | Rood        | Groen         | Geel      | Blauw         | Wit         | Zwart       |
| -------- | ----------- | ------------- | --------- | ------------- | ----------- | ----------- |
| PMS      | 485 CVC     | 349 CVC       | 803 CVC   | 288 CVC       | Safe        | Black 6 CVC |
| RGB      | 255-0-0     | 0-102-0       | 255-255-0 | 0-51-153      | 255-255-255 | 0-0-0       |
| RGB      | #FF0000     | #006600       | #FFFF00   | #003399       | #FFFFFF     | #000000     |
| CMYK     | 0-100-100-0 | 100-35-100-30 | 0-0-100-0 | 100-100-25-10 | 0-0-0-0     | 0-0-0-100   |

## Geschiedenis
Sinds de stichting van het koninkrijk heeft het wapenschild, d.w.z. de vlagvorm van het koninklijke wapen, gediend als nationale vlag. In feite diende de vlag tot de 19e eeuw alleen als ondersteuning om het koninklijke wapen te tonen, zonder een aparte betekenis te hebben. Tot de 16e eeuw bestond de vlag uit een wapenschild waarvan het veld volledig werd ingenomen door het veld van het wapenschild, daarna werd het volledige wapenschild, inclusief de kroon en andere externe elementen, op een monochroom wit veld geplaatst. De vlag kreeg pas een eigen betekenis in 1830, toen het veld werd veranderd van neutraal wit naar opvallend blauw en wit, de nationale kleuren van die tijd. Hoewel de vlag van Portugal het land al vanaf het prille begin vertegenwoordigde, was het gebruik ervan tot de 19e eeuw beperkt. De vlag werd voornamelijk gebruikt als vestingvlag en marinevaandel, terwijl er ook andere vlaggen bestonden om de natie in andere contexten te vertegenwoordigen, namelijk op zee. In de 19e eeuw begon de vlag van Portugal een universeel gebruik te krijgen en werd het een echte nationale vlag. Het evolueerde op een manier die geleidelijk de meeste symbolen opnam die aanwezig zijn op het huidige wapenschild.

### 1095–1248

Hendrik van Bourgondië (1095)
King Alfons I (1143)
King Sancho I (1185)

Het eerste heraldische symbool dat kan worden geassocieerd met wat de Portugese natie zou worden, was op het schild dat werd gebruikt door Hendrik van Bourgondië, Graafschap Portugal sinds 1095, tijdens zijn gevechten met de Moren. Dit schild bestond uit een blauw kruis op een wit veld. Desondanks heeft dit ontwerp geen betrouwbare bronnen omdat het een reconstructie is die populair en algemeen geaccepteerd werd dankzij de nationalistische doeleinden van het Estado Novo-regime.
Henry's zoon Afonso Henriques volgde hem op in het graafschap en nam hetzelfde schild aan. In 1139 versloeg hij, ondanks dat hij in de minderheid was, een leger Almoravidische Moren in de Slag bij Ourique en riep zichzelf uit tot Afonso I, Koning van Portugal, ten overstaan van zijn troepen. Na de officiële erkenning door het naburige León veranderde Afonso zijn schild om zijn nieuwe politieke status te weerspiegelen. Bronnen vermelden dat hij het kruis belastte met vijf sets van een niet nader gespecificeerd aantal zilveren bezanten (waarschijnlijk zilveren spijkers met grote kop), één set in het midden en één op elke arm, als symbool voor Afonso's nieuw verworven recht om geld uit te geven.
In de tijd van Afonso I was het gebruikelijk om gevechtsschade aan het schild niet te repareren, dus veranderingen zoals het afbreken van stukken, kleurverschuivingen of vlekken kwamen vaak voor. Toen Sancho I in 1185 zijn vader Afonso I opvolgde, erfde hij een zeer versleten schild: het blauwgekleurde leer van het kruis was verloren gegaan, behalve waar de bezanten (spijkers) het op zijn plaats hielden. Deze onvrijwillige verslechtering was de basis voor de volgende stap in de evolutie van het nationale wapen, waar een gewoon blauw kruis veranderde in een samengesteld kruis van vijf blauwe bezanten - de quina (Portugees woord dat "groep van vijf" betekent) waren zo geboren. Sancho's persoonlijke schild (genaamd "Portugal ancien") bestond uit een wit veld met een samengesteld kruis van vijf schilden (elk geladen met elf zilveren bezanten) met de onderkanten van de zijkanten naar het midden gericht. Zowel Sancho's zoon Afonso II als kleinzoon Sancho II gebruikten dit wapen, zoals gebruikelijk was bij directe opvolgingslijnen (brisure). Een nieuwe wijziging van het koninklijke wapen werd gemaakt toen de jongere broer van Sancho II koning werd, in 1248.

### 1248–1495

Koning Alfons III (1248)
Koning Johan I (1385)
Koning Johan II (1485)

Alfons III van Portugal was niet de oudste zoon en daarom mocht hij volgens de heraldische gebruiken het wapen van zijn vader niet overnemen zonder een persoonlijke variatie toe te voegen. Voordat hij koning werd, was Afonso getrouwd met Mathilde II van Boulogne, maar haar onvermogen om hem te voorzien van een koninklijke erfgenaam leidde ertoe dat Afonso in 1253 van haar scheidde. Hij trouwde toen met Beatrix van Castilië, een buitenechtelijke dochter van Alfons X van Castilië. Het is waarschijnlijker dat deze familieband met Castilië (zijn moeder was ook Castiliaanse) de nieuwe heraldische toevoeging aan het koninklijke wapen rechtvaardigde - een rode bordure beladen met een onbepaald aantal gele kastelen - dan de definitieve verovering van de Algarve en de Moorse forten, aangezien het aantal kastelen pas aan het eind van de 16e eeuw werd vastgesteld.
Het binnenste gedeelte bevatte het wapen van Sancho I, hoewel het aantal bezanten varieerde tussen zeven, elf en zestien (het laatste aantal werd gebruikt op de persoonlijke standaard van Afonso toen hij nog Graafschap Boulogne was). Ditzelfde ontwerp werd gebruikt door de Portugese koningen tot het einde van de eerste dynastie, in 1383; een opvolgingscrisis bracht het land in oorlog met Castilië en liet het twee jaar zonder heerser achter.
In 1385, in de nasleep van de Slag bij Aljubarrota, werd een tweede dynastie gesticht toen Johan, Meester van de Orde van Aviz en buitenechtelijke zoon van Koning Peter I, de troon besteeg als Johan I. Aan zijn persoonlijke vaandel voegde Johan I het fleur de lis kruis van zijn Orde toe, weergegeven als groene bloemrijke punten op de rode bordure; door deze toevoeging werd het aantal kastelen teruggebracht tot twaalf (drie om elke hoek). Het aantal bezanten in elk wapenschild werd teruggebracht van elf naar zeven. Dit vaandel hield het honderd jaar vol totdat de achterkleinzoon van John I, Johan II, het in 1485 restylede, waarbij hij belangrijke veranderingen introduceerde: de verwijdering van het Aviz-kruis, een neerwaartse rangschikking en het gladstrijken van de randen van de schilden, en de definitieve bevestiging van vijf bezanten in de vorm van een saltire in elk schild (in totaal zes quinas, d.w.z. zes "groepen van vijf": een van de vier "groepen van vijf": een van de vier "groepen van vijf": een van de vier "groepen van vijf", zes "groepen van vijf": een quina van schilden en vijf quinas van bezanten) en zeven kastelen op de bordure (zoals het nu is). Het vaandel van Johannes II was het laatste wapenkleurige vierkante vaandel dat werd gebruikt als de "nationale" vlag of standaard. Na zijn dood, in 1495, werden radicale veranderingen doorgevoerd door zijn opvolger.

### 1495–1667

Koning Emanuel I (1495)
Koning Johan III (1521)
Koning Sebastiaan (1578)
Koning Filips II (1616)
Koning Johan IV (1640)

Johannes II werd in 1495 opgevolgd door zijn achterneef Emanuel I. Deze koning was de eerste die het traditionele vierkante wapenschild veranderde in een rechthoekig (2:3) veld met het wapenschild in het midden. Concreet was de vlag nu een witte rechthoek met in het midden het wapenschild (met elf kastelen) op een ogivaal of kachelvormig schild en bekroond door een open koninklijke kroon. Manuel I bezat een persoonlijke standaard waarin voor het eerst de armillosfeer was opgenomen.
In 1521 bracht Johan III kleine wijzigingen aan in de vlag door een wapenschild aan te nemen (met slechts zeven kastelen) met een rond schild.
In 1578, tijdens het bewind van Sebastiaan en aan de vooravond van de fatale Slag der Drie Koningen, werd de vlag opnieuw aangepast. Het aantal kastelen werd permanent vastgesteld op zeven en de koninklijke kroon werd veranderd in een gesloten kroon met drie rijen, die een sterker koninklijk gezag symboliseerde. Met de dood van Sebastian en de kortstondige regering van zijn oudoom kardinaal Hendrik, in 1580, werd een dynastieke crisis opgelost met de Spaanse koning Filips II die als Filips I toetrad tot de Portugese troon en een Spaanse dynastie installeerde. De toetreding werd gedaan op voorwaarde dat Portugal als een aparte, autonome staat werd geregeerd en niet als een provincie. Hieraan werd voldaan toen Portugal en Spanje een persoonlijke unie vormden onder Filips I en zijn opvolgers. Een gevolg van deze administratieve situatie was het behoud van de vlag die onder het bewind van Sebastiaan was gecreëerd als de Portugese nationale vlag, terwijl Spanje zijn eigen vlag had. Als heersend huis in Portugal bevatte het Habsburgse vaandel ook de Portugese wapens.
Het land werd in 1640 weer onafhankelijk van Spanje door een staatsgreep die John, hertog van Bragança, als koning Johan IV op de troon zette. Onder zijn bewind werd de nationale vlag licht gewijzigd en werd het ogivale schild afgerond. Vanaf deze regeerperiode werden het koninklijke wapen en het wapen van het koninkrijk gescheiden vaandels.

### 1667–1830

Koning Peter II (1667)
Koning Johan V (1707)
Koning Jozef I (1750)
Koning Johan VI (1816)
Koningin Maria II (1826)

Toen Alfons VI's jongere broer Peter II hem in 1667 opvolgde op de troon, paste hij de kroon van de vlag aan de hedendaagse trends aan door er een kroon met vijf tanden van te maken. De nieuwe vlag bleef niet lang onveranderd, want hij werd in 1707, nadat hij de troon had overgenomen, opgeknapt door Peter's zoon John V. Zwaar beïnvloed door het luxueuze en opzichtige hof van de Franse koning Lodewijk XIV en door de politieke en culturele invloed van Frankrijk in Europa, wilde Johannes V een dergelijke stijl overbrengen in het wapen van het land. Een rode baret werd toegevoegd onder de kroon. Naast de verandering van de kroon, werden de schilden op de vlaggen niet alleen weergegeven in de traditionele ronde bodemvorm ("Iberisch type"), maar ook in andere formaten zoals de samnitische ("Frans type"), de paardenkop ("Italiaans type") of de ovale ("cartouche") vormen. Deze vlag werd ingesteld door een absolute monarchie als Johannes V en bleef bijna de hele absolutistische periode in Portugal behouden - Johannes V (1707-1750), Jozef I (1750-1777) en Maria I (1777-1816).
In de tweede helft van de 17e eeuw werd het maritieme gebruik van de witte vlag met het koninklijke wapen van Portugal steeds meer beperkt tot oorlogsschepen. Een verordening van 1692 verbood uitdrukkelijk het gebruik van deze vlag door de Portugese koopvaardijschepen en beperkte het gebruik ervan tot schepen met 20 of meer kanonnen en met een bezetting van 40 of meer manschappen. In plaats daarvan voerden de Portugese koopvaardijschepen groen-wit gestreepte vlaggen, de nationale kleuren van Portugal in die tijd. De kleuren groen en wit werden ook gebruikt in andere Portugese vlaggen, zoals de wimpels voor de indienstneming van de marine.
Na de invasie van Portugal door het keizerlijke leger van Napoleon in 1807 vluchtte het Portugese koninklijke hof naar Brazilië en vestigde de hoofdstad van de Portugese monarchie en het Portugese rijk in Rio de Janeiro. In 1815 werd de Portugese staat Brazilië verheven tot koninkrijk en kreeg daarmee dezelfde status als het Koninkrijk Portugal en de Algarve. De hele Portugese monarchie werd toen het Verenigd Koninkrijk van Portugal, Brazilië en de Algarve. Om de verandering van de status van de Portugese monarchie te weerspiegelen, stelde prins-regent Johan (de toekomstige koning João VI, die op dat moment nog regeerde in naam van zijn moeder, koningin Mary I) een nieuw koninklijk wapenschild in, waarin het Portugese schild (dat Portugal en de Algarves voorstelt) een met blauw gevulde gele armillosfeer (die Brazilië voorstelt) bekleedde met dezelfde besdragende kroon met vijf tanden. Het nieuwe wapen verving het vorige in de Portugese vlaggen.
Ondanks het einde van het Verenigd Koninkrijk van Portugal, Brazilië en de Algarve, toen Brazilië in 1822 onafhankelijk werd, bleef het wapen gebruikt worden, ook in vlaggen, tot de dood van João VI in 1826. Vanaf dat moment werd het vorige wapen, zonder de armillosfeer, weer in gebruik genomen.

### 1830–1910

Koningin Maria II (1830)
Koningin Maria II (1830)

João VI stierf in Lissabon in 1826. Zijn oudste zoon Peter I, die in 1822 de onafhankelijkheid van Brazilië had uitgeroepen en keizer Pedro I werd, volgde de Portugese troon op als Pedro IV. Omdat de nieuwe Braziliaanse grondwet geen persoonlijke verbintenis tussen Portugal en Brazilië meer toestond, deed Pedro afstand van de Portugese kroon ten gunste van zijn oudste dochter Maria da Glória, die Maria II van Portugal werd. Ze was pas zeven jaar oud, dus verklaarde Pedro dat ze zou trouwen met zijn broer Michaël, die als regent zou optreden. In 1828 zette Miguel Maria echter af en riep zichzelf uit tot koning, schafte de liberale grondwet van 1822 af en regeerde als een absolute monarch. Hiermee begon de periode van de liberale oorlogen.
De liberalen vormden een aparte regering in ballingschap op het Azoren-eiland Terceira. Deze regering vaardigde twee decreten uit tot wijziging van de nationale vlag. Terwijl aanhangers van usurpator koning Miguel I nog steeds de vlag van João VI handhaafden, brachten de liberale aanhangers belangrijke wijzigingen aan. De achtergrond werd gelijkmatig verdeeld over de lengte in blauw (hijs) en wit (golvend); de armillosfeer (geassocieerd met Brazilië) werd verwijderd en het wapenschild werd gecentreerd boven de kleurgrens; en het schild keerde terug naar de "Franse type" vorm van João V. Deze nieuwe vlagconfiguratie werd alleen verordend voor gebruik op aarde, maar een variatie ervan werd gebruikt als nationale vlag. Deze vaandel verschilde in de manier waarop de kleuren de achtergrond in beslag namen (blauw 1⁄3, wit 2⁄3) met als gevolg een positionele verschuiving van het wapen.
Na de nederlaag en verbanning van Miguel in 1834 keerde koningin Maria II terug op de troon en werd de standaard van de zegevierende partij in Lissabon gehesen als de nieuwe nationale vlag. De vlag bleef 80 jaar in gebruik en was getuige van de laatste periode van de Portugese monarchie tot aan de afschaffing in 1910. Tegenwoordig wordt deze vlag gebruikt door Portugese monarchisten. De Onafhankelijkheidsdagparade van Brazilië presenteerde deze vlag ook in het standaard defilé, samen met andere historische vlaggen van Portugal en Brazilië.

### Sinds 1910

Huidige vlag (1911)

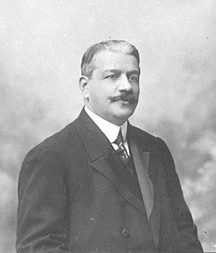
João Chagas, commissaris voor de creatie van de nationale vlag

De republikeinse revolutie van 5 oktober 1910 maakte het noodzakelijk om de symbolen van de omvergeworpen monarchie te vervangen, die in eerste instantie werden vertegenwoordigd door de oude nationale vlag en het volkslied. De keuze van de nieuwe vlag verliep niet zonder conflicten, vooral over de kleuren, want de voorstanders van het republikeinse rood-groen stuitten op tegenstand van de voorstanders van het traditionele koninklijke blauw-wit. Blauw had ook een sterke religieuze betekenis omdat het de kleur was van Onze-Lieve-Vrouw van de Ontvangenis (Portugees: Nossa Senhora da Conceição), die door koning Johan IV tot koningin en beschermvrouwe van Portugal werd gekroond. De verwijdering of vervanging van deze kleur uit de toekomstige vlag werd door de republikeinen dan ook gerechtvaardigd als een van de vele maatregelen die nodig waren om de staat te seculariseren.
Na de presentatie en bespreking van de vele voorstellen, werd op 15 oktober 1910 een regeringscommissie opgericht. Deze bestond uit Columbano Bordalo Pinheiro (schilder), João Chagas (journalist), Abel Botelho (schrijver) en twee militaire leiders van 1910: Ladislau Pereira en Afonso Palla. Deze commissie koos uiteindelijk voor het rood-groen van de Portugese Republikeinse Partij, met een verklaring gebaseerd op patriottische redenen, die de politieke betekenis achter de keuze verhulde, omdat dit de kleuren waren geweest op de vaandels van de opstandelingen tijdens de republikeinse opstand van 31 januari 1891, in Porto, en tijdens de monarchie-overwinnende revolutie, in Lissabon.

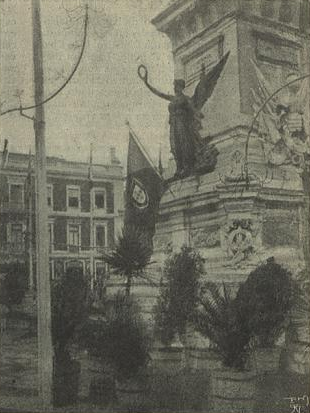
De nieuwe nationale vlag wordt voor het eerst gehesen op het Monument voor de Restaurateurs (Restauradores), in Lissabon, op 1 december 1910.

De commissie vond dat rood "aanwezig moest zijn als een van de hoofdkleuren, omdat het de strijdlustige, warme, viriele kleur bij uitstek is. Het is de kleur van verovering en gelach. Een zingende, brandende, vreugdevolle kleur ... herinnert aan het idee van bloed en dringt aan op de overwinning". Een verklaring voor de toevoeging van groen was moeilijker te bedenken, aangezien het geen traditionele kleur was in de geschiedenis van de Portugese vlag. Uiteindelijk werd het gerechtvaardigd op grond van het feit dat dit, tijdens de opstand van 1891, de kleur was op de revolutionaire vlag die "de verlossende bliksem aanwakkerde" van het republicanisme. Tot slot vertegenwoordigde wit (op het schild) "een mooie en broederlijke kleur, waarin alle andere kleuren opgaan, kleur van eenvoud, harmonie en vrede", eraan toevoegend dat "het dezelfde kleur is die, geladen met enthousiasme en geloof door het rode kruis van Christus, de epische cyclus van de Ontdekkingen markeert".
De Manuelijnse armillosfeer, die al op de nationale vlag stond onder het bewind van Johan VI, werd nieuw leven ingeblazen omdat het de "Portugese epische maritieme geschiedenis ... de ultieme uitdaging, essentieel voor ons collectieve leven" inluidde. Het Portugese schild werd behouden en boven de armillosfeer geplaatst. De aanwezigheid ervan zou het "menselijke wonder van positieve dapperheid, vasthoudendheid, diplomatie en durf vereeuwigen, dat erin slaagde de eerste schakels van de sociale en politieke bevestiging van de Portugese natie te verbinden", aangezien het een van de "krachtigste symbolen van de nationale identiteit en integriteit" is.
De nieuwe vlag werd in grote aantallen geproduceerd in het Cordoaria Nacional ("Nationaal Touwhuis") en werd officieel landelijk gepresenteerd op 1 december 1910, ter gelegenheid van de 270e verjaardag van het Onafhankelijkheidsherstel. Deze dag was al door de regering uitgeroepen tot "Dag van de Vlag" (tegenwoordig niet gevierd). In de hoofdstad werd de vlag vanaf het stadhuis naar het monument van de Restauradores ("Restaurateurs") gedragen, waar hij werd gehesen. Deze feestelijke presentatie maskeerde echter niet de onrust die werd veroorzaakt door een ontwerp dat in zijn eentje was gekozen zonder voorafgaande volksraadpleging en dat meer een politiek regime vertegenwoordigde dan een hele natie. Om een grotere acceptatie van de nieuwe vlag aan te moedigen, gaf de regering alle onderwijsinstellingen een voorbeeld, waarvan de symbolen aan de leerlingen moesten worden uitgelegd; schoolboeken werden aangepast om deze symbolen intensief weer te geven. Ook werden 1 december ("Dag van de vlag"), 31 januari en 5 oktober uitgeroepen tot nationale feestdagen.

## Vlaginstructie

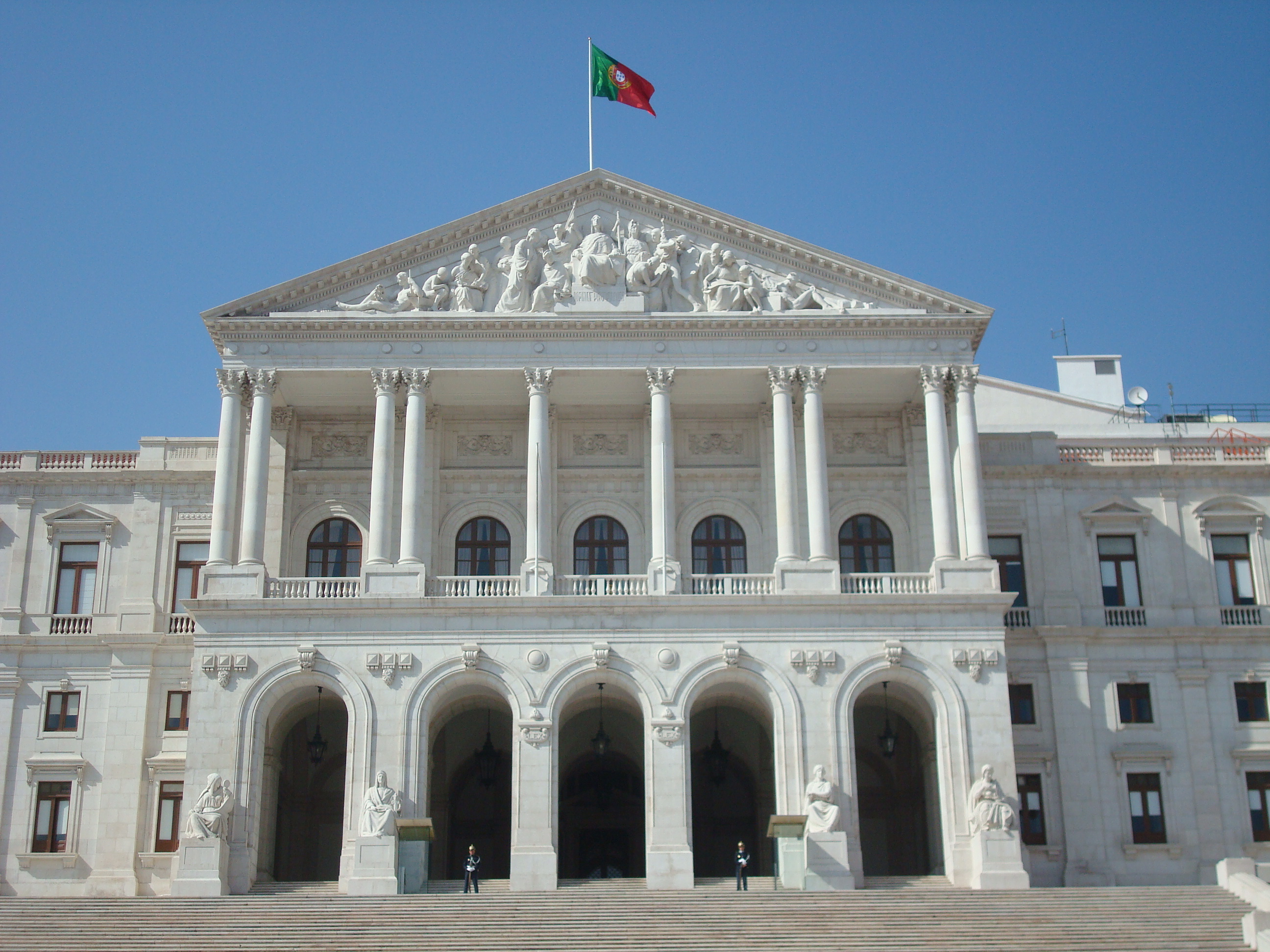
Vlag gehesen bij het Portugese parlement in Lissabon

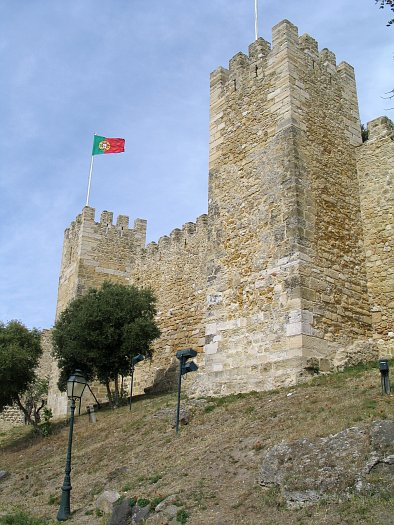
Vlag gehesen op het Castelo de São Jorge

### Gebruik
De Portugese wetgeving met betrekking tot het gebruik van de nationale vlag is grotendeels beperkt tot Wetsbesluit 150/87, uitgevaardigd op 30 maart 1987, dat de vorige schaarse wetgeving uit het begin van de 20e eeuw verving.
Wetsdecreet 150/87 bepaalt dat de vlag moet worden gehesen van 9 uur 's ochtends tot zonsondergang ('s nachts moet de vlag goed verlicht zijn), op zon- en feestdagen, op het hele nationale grondgebied. De vlag kan ook worden gehesen op dagen waarop officiële ceremonies of andere plechtige openbare bijeenkomsten worden gehouden; in dat geval wordt de vlag ter plaatse gehesen. De vlag kan op andere dagen worden gehesen als de centrale overheid, andere regionale of lokale bestuursorganen of hoofden van particuliere instellingen dat gepast vinden. De vlag moet voldoen aan de officiële ontwerpnorm en in goede staat worden gehouden.
In de hoofdkantoren van de soevereine organen kan de vlag dagelijks gehesen worden. De vlag mag ook worden gehesen op civiele en militaire nationale monumenten, op openbare gebouwen die verbonden zijn aan de centrale, regionale of lokale overheid en op hoofdkantoren van openbare bedrijven en instellingen. Burgers en privé-instellingen kunnen het ook ophangen, op voorwaarde dat ze de relevante wettelijke procedures respecteren. Op de faciliteiten van nationale internationale organisaties of in het geval van internationale bijeenkomsten wordt de vlag gehesen volgens het protocol dat in die situaties wordt gebruikt.
Als nationale rouw wordt afgekondigd, wordt de vlag gedurende het vastgestelde aantal dagen halfstok gehesen; vlaggen die mee gehesen worden, worden op dezelfde manier gehesen.
Wanneer de nationale vlag wordt uitgehangen in de aanwezigheid van andere vlaggen, mag hij niet kleiner zijn en moet hij op een prominente, eervolle plaats worden geplaatst, overeenkomstig het relevante protocol.
Als er meer dan één vlaggenmast is, moet de nationale vlag worden gehesen:
- Twee vlaggenmasten - aan de rechterkant gezien door iemand die naar buiten kijkt;
- Drie vlaggenmasten - op de middelste mast;
- Meer dan drie vlaggenmasten:
  - Binnen een gebouw - bij een oneven aantal palen, op de middelste paal; bij een even aantal, op de eerste paal rechts van het midden;
  - Buiten een gebouw - altijd op de meest rechtse paal;

Als de vlaggenmasten niet even hoog zijn, moet de vlag aan de hoogste mast worden gehesen. De masten moeten op eervolle plaatsen van de grond, gevels van gebouwen en daken worden geplaatst. Bij openbare handelingen waarbij de vlag niet wordt gehesen, mag deze aan een aparte plek worden opgehangen, maar nooit worden gebruikt als versiering, bedekking of voor enig ander doel dat de waardigheid van de vlag kan aantasten.

### Sancties
Een vroeg decreet, van 28 december 1910, bepaalde dat "iedereen die door middel van toespraken, gepubliceerde geschriften of andere openbare handelingen gebrek aan respect toont voor de nationale vlag, die het symbool van het vaderland is, zal worden veroordeeld tot een gevangenisstraf van drie tot twaalf maanden met bijbehorende boete en, in geval van recidive, zal worden veroordeeld tot verbanning, zoals vermeld in het 62e artikel van het Wetboek van Strafrecht". In het 332e artikel van het huidige wetboek van strafrecht worden overtredingen bestraft met een gevangenisstraf van maximaal twee jaar. Als de straf korter is dan 240 dagen, is er een formule om deze om te zetten in een boete. Als de overtreding gericht is tegen regionale symbolen, worden de straffen gehalveerd.

### Opvouwen
Bij formele gelegenheden zijn vier mensen nodig om de vlag correct te vouwen, waarbij elke persoon een van de zijden vasthoudt. Een correct gevouwen vlag moet een vierkant zijn dat het nationale schild begrenst. De volgorde waarin de verschillende vouwstappen worden uitgevoerd om dit resultaat te bereiken, is echter niet wettelijk vastgelegd. De procedure begint met de vlag volledig uitgestrekt en horizontaal gehouden met de voorkant naar beneden. Hieronder wordt een van de mogelijke vouwpatronen getoond:
| Stap | Beschrijving | Voorbeeld |
| ---- | --- | --------- |
| 1    | Het bovenste derde deel van de hoogte van de vlag wordt in de achterkant gevouwen tot de vouw zich boven de bovenste randlijn van het schild bevindt.                  |           |
| 2    | Het onderste derde deel van de hoogte van de vlag wordt in de achterkant gevouwen tot de vouw zich boven het laagste punt van het schild bevindt.                      |           |
| 3    | Het vouwen gaat verder langs de breedte-as, met de verbinding van de vlucht (rood) met de hijs (groen) en de plaatsing van de vouw over de rechterrand van het schild. |           |
| 4    | Tot slot wordt de hijs zo gevouwen dat de resulterende vouw bovenop de linkerrand van het schild ligt.                                                                 |           |